# Лудолф VII фон Щайнфурт
Лудолф VII фон Щайнфурт (на немски: Ludolf VI von Steinfurt; † между 13 декември – 23 декември 1360) е господар на Щайнфурт.

## Произход
Той е син на Лудолф VI фон Щайнфурт († 1308) и съпругата му Ода фон Дипхолц († сл. 1326), дъщеря на Йохан I фон Дипхолц († сл. 1265) и Хедвиг фон Роден († сл. 1246). Брат е на Балдуин фон Щайнфурт († 31 март 1361), епископ на Падерборн (1341 – 1361), и на Лутгардис фон Щайнфурт († 1356), абатиса на Фреден (1332 – 1349).

## Фамилия
Лудолф VII фон Щайнфурт се жени сл. 1318 г. за Перонета фон Билщайн († сл. 21 юли 1369), дъщеря на Дитрих II фон Билщайн († 1335) и графиня Катарина фон Арнсберг († 1362), дъщеря на граф Лудвиг фон Арнсберг-Ритберг и Пиронета фон Юлих, дъщеря на граф Вилхелм IV фон Юлих. Те имат девет деца:
- Лудолф фон Щайнфурт († 30 май 1350 в битката при Любек)
- Балдуин III фон Щайнфурт († между 8 август 1394 и 25 януари 1395), женен I. пр. 1353 г. за Ирмгард фон Марк-Бланкенхайм († сл. 1355), II. сл. 1357 г. за Мехтилд фон Аркел († сл. 1376)
- Дитрих фон Щайнфурт († сл. 1369), майстер на кавалерията (ритмайстер) в Мюнстер (1368)
- Рудолф фон Щайнфурт († сл. 1372), домхер в Мюнстер (1355) и в Кьолн (1362)
- Катарина фон Щайнфурт († сл. 1372/1384), омъжена I. за граф Симон I фон Бентхайм († 1344), II. 1355/1359 г. за Дитрих V фон Бройч/III († 1371/1372)
- Ирмгард фон Щайнфурт († сл. 1359), омъжена между 14 януари 1358 и 10 ноември 1359 г. за граф Йоханес II фон Золмс-Браунфелс-Отенщайн († 1402/1406)
- Ода фон Щайнфурт († сл. 1347)
- Ева фон Щайнфурт († сл. 1350)
- Роза фон Щайнфурт († сл. 1350)